# Aim (fiume)
L'Aim (in russo Аим?) è un fiume dell'Estremo oriente russo che scorre nel Territorio di Chabarovsk).
Il fiume è un affluente di sinistra della Maja e sub-affluente dell'Aldan (bacino della Lena). Nasce dalla confluenza dei due rami sorgentiferi Bol'šoj Aim (lungo 285 km) e Malyj Aim (127 km). Scorre in direzione prevalentemente nord-est fino alla Maja, nella quale confluisce a sinistra presso l'insediamento di Aim, a 275 km dalla foce. I maggiori affluenti sono il Čyjan (lungo 110 km) e il Čalaka (97 km).
La lunghezza dell'Aim è di 110 km (395 km se conteggiato dalla sorgente del Bol'šoj Aim); l'area del bacino è di 26 500 km². I due rami sorgentiferi hanno origine non lontano l'uno dall'altro dall'altopiano dell'Aldan al confine con la Sakha-Jakuzia.